# La virgencita de Pompeya
 La virgencita de Pompeya  es una película argentina en blanco y negro dirigida por Enrique Cadícamo sobre su propio guion escrito en colaboración con Enrique Pedro Maroni que se estrenó el 14 de marzo de 1935 y que tuvo como protagonistas a Nelly Quel, Enrique Pedro Maroni y Luis Díaz.

## Sinopsis
La disyuntiva de una joven entre el anciano que la protege y el muchacho que la ama.

## Reparto
- Nelly Quel
- Enrique Pedro Maroni
- Luis Díaz
- Silvio Spaventa
- Inés Murray
- Santos Landa
- Juan Carlos Cobián
- Chola Asencio
- Liana Román

## Comentarios
Domingo Di Núbila escribió que la película era “primitiva pero no exenta de simpatía” y el crítico Néstor opinó en el diario El Mundo: “una película de valores mínimos…pobre de ingenio…pobre de recursos y pobre de interés…hay errores de todo género”.